# Hodorivți, Camenița
Hodorivți (în ucraineană Ходорівці) este localitatea de reședință a comunei Hodorivți din raionul Camenița, regiunea Hmelnîțkîi, Ucraina.

## Demografie
Componența lingvistică a localității Hodorivți
     Ucraineană (97,84%)
     Rusă (1,59%)
     Alte limbi (0,45%)
Conform recensământului din 2001, majoritatea populației localității Hodorivți era vorbitoare de ucraineană (97,84%), existând în minoritate și vorbitori de rusă (1,59%).